# Аверьянов, Александр Казимирович
Александр Казимирович Аверьянов (бел. Аляксандр Казіміравіч Авяр'янаў, 17 января 1955, Калининград, РСФСР, СССР) — белорусский государственный деятель, дипломат, с 3 декабря 2013 по 12 февраля 2019 года — Чрезвычайный и Полномочный Посол Республики Беларусь в Республике Польша.

## Биография
Родился 17 января 1955 года в Калининграде.
В 1977 году окончил Белорусский политехнический институт по специальности «электрические системы», в 1997 году — Минский государственный лингвистический университет (кафедра иностранных языков для специализированных государственных служащих), в 2000 году с отличием окончил Академию управления при Президенте Республики Беларусь по специальности «мировая экономика и международные экономические отношения».
В 1977—1993 годах работал на различных инженерных должностях в институте «Белэнергосетьпроект».
В 1993—1994 годах — заместитель начальника отдела перспективного развития в Министерстве энергетики Белоруссии.
В 1994—2004 годах — заместитель начальника, начальник Департамента внешнеэкономической деятельности и международного сотрудничества, начальник Главного управления международного сотрудничества и торговли в аппарате Совета министров Республики Беларусь.
В январе—ноябре 2004 года — заместитель начальника Департамента России и Союзного государства МИД Белоруссии.
В 2004—2009 годах возглавлял торгово-экономическую службу Посольства Республики Беларусь в Республике Польша.
В 2009—2013 годах — заместитель директора, директор Департамента внешнеэкономической деятельности МИД Республики Беларусь.
3 декабря 2013 года был назначен Чрезвычайным и Полномочным Послом Республики Беларусь в Республике Польша, верительные грамоты президенту вручил 11 февраля 2014 года.
Владеет белорусским, русским, польским и английским языками.
Женат, имеет сына.